# Jayanta Mahapatra
Jayanta Mahapatra (ur. 22 października 1928, zm. 27 sierpnia 2023) – indyjski poeta, prozaik i tłumacz tworzący w języku angielskim.

## Poezja
- Close the Sky, Ten by Ten (1971)
- Svayamvara and Other Poems (1971)
- A Rain of Rites (1976)
- A Father's Hours (1976)
- Waiting (1979)
- Relationship (1980)
- The False Start (1980)
- Life Signs (1983)
- DispossesseWod Nests: The 1984 Poems (1986)
- Selected Poems (1987)
- Burden of Waves and Fruit (1988)
- Temple (1989)
- A Whiteness of Bone (1992)
- Shadow Space (1997)
- Random Descent (2005)

Opublikował również tłumaczenia poezji z orija oraz opowiadania dla dzieci.

## Odznaczenia
- Order Padma Shri (2009)